# (765133) 2013 SL102
(765133) 2013 SL102 est un objet transneptunien faisant partie des objets épars, transneptunien extrême, ayant un aphélie à 653 ua.